# آرچویا
آرچویا (به ایتالیایی: Arcevia) یک کومونه در ایتالیا است که در استان آنکونا واقع شده‌است.

## خصوصیات
آرچویا ۱۲۶٫۲۵ کیلومترمربع مساحت و ۵٬۱۱۳ نفر جمعیت دارد و ۵۳۵ متر بالاتر از سطح دریا واقع شده‌است.